# Mackay Lacus
Mackay Lacus est un lac de Titan, satellite naturel de Saturne.

## Caractéristiques
Mackay Lacus est situé près du pôle Nord de Titan, centré sur 78,32° de latitude nord et 97,53° de longitude ouest, et mesure 180 km dans sa plus grande longueur. Découvert sur des images prises par la sonde Cassini en 2007, Mackay Lacus fait partie des nombreux lacs qui parsèment la région septentrionale de Titan.

## Observation
Mackay Lacus a été découvert par les images transmises par la sonde Cassini en 2007. Il a reçu le nom du lac Mackay, un lac d'Australie.